# Rolf-Heinz Höppner
Rolf-Heinz Höppner (* 24. Februar 1910 in Siegmar; † 23. Oktober 1998 in Bad Godesberg) war ein deutscher Jurist und SS-Obersturmbannführer im Reichssicherheitshauptamt (RSHA).

## Leben
Höppner studierte Rechtswissenschaft an der Universität Leipzig und legte beide Staatsexamina ab. Anfangs befasste er sich ehrenamtlich mit der Pressearbeit für den Sicherheitsdienst des Reichsführers SS (SD) und wurde dort Anfang 1934 als Referent fest angestellt. Später war er mit Personal- und Organisationsfragen befasst und stieg zum Führer des SD-Leitabschnitts Posen auf.
Höppner war Mitglied der SS (SS-Nummer 107.136) und trat zum 1. Oktober 1930 der NSDAP bei (Mitgliedsnummer 321.209). Diese Mitgliedsnummer deutet auf einen Parteieintritt im Jahre 1931 hin.
Als Leiter der Umwandererzentrale in Posen war Höppner zuständig für die „Absiedlung von Fremdvölkischen“, nämlich die Deportation von Juden und Polen ins Generalgouvernement, sowie der Ansiedlung von Volksdeutschen im Wartheland. Anfang 1943 wurde er verantwortlicher Leiter des „Gauamts für Volkstumsfragen“. Im Juli 1944 wurde Höppner – inzwischen zum SS-Obersturmbannführer befördert – nach Berlin beordert, um im Reichssicherheitshauptamt die Amtsgruppe III A „Volks- und Rechtsordnung“ zu leiten.

## Verstrickungen
Am 16. Juli 1941 übersandte Höppner einen Aktenvermerk an Adolf Eichmann, in dem er „verschiedene Besprechungen der hiesigen Statthalterei“ zur „Lösung der Judenfrage im Reichsgau“ zusammengefasst hatte. Höppner merkte an, die „Dinge klingen teilweise phantastisch, wären aber meiner Ansicht nach durchaus durchzuführen.“
Einige der Vorschläge bezogen sich auf die Einrichtung eines Lagers, in dem sämtliche 300.000 Juden des Warthegaus konzentriert werden sollten. Arbeitsfähige Juden könnten als Kolonnen herausgezogen werden. Alle Jüdinnen im gebärfähigen Alter sollten sterilisiert werden. Als vierter Punkt wurde folgende Überlegung angefügt:

„Es besteht in diesem Winter die Gefahr, daß die Juden nicht mehr sämtlich ernährt werden können. Es ist ernsthaft zu erwägen, ob es nicht die humanste Lösung ist, die Juden, soweit sie nicht arbeitseinsatzfähig sind, durch irgendein schnellwirkendes Mittel zu erledigen. Auf jeden Fall wäre dies angenehmer, als sie verhungern zu lassen.“

Mit einem derartigen „schnellwirkenden Mittel“, nämlich Kohlenstoffmonoxidgas aus Stahlflaschen, hatte ein Sonderkommando unter Herbert Lange bereits seit 1939 im Warthegau Insassen psychiatrischer Anstalten in Gaswagen ermordet. Die Suche nach einem Vernichtungsort für arbeitsunfähige Juden begann im Landkreis Warthbrücken noch im Juli 1941; bis November 1941 wurden fast 4.000 Juden von mobilen Kommandos erschossen oder in Gaswagen erstickt. Im Dezember 1941 begannen die Tötungen im Vernichtungslager Kulmhof.
Am 3. September 1941 schlug Höppner in einem 13-seitigen Schreiben an das RSHA vor, die Arbeit der regionalen Umwandererzentralstelle durch eine Reichszentrale zu ergänzen. Nach Kriegsende könne das sowjetische Territorium für derartige Vertreibungen einen angemessenen Raum bieten. Es müsse jedoch zuvor grundsätzlich die Frage geklärt werden, ob man den „unerwünschten Volksteilen“ ein „gewisses Leben für dauernd zusichern“ solle oder ob „sie völlig ausgemerzt werden sollen“.
Höppner war später unter den Zuhörern der ersten Posener Rede vom 4. Oktober 1943, bei der Heinrich Himmler die im NS-Herrschaftsbereich weit fortgeschrittene Vernichtung der Juden offen ansprach.

## Nach Kriegsende
Höppner wurde im Juli 1945 in der Nähe von Flensburg festgenommen. Er trat als Zeuge der Verteidigung im Nürnberger Prozess gegen die Hauptkriegsverbrecher auf, um die Verantwortlichkeit des Reichssicherheitshauptamtes für die Mordtaten der Einsatzgruppen der Sicherheitspolizei und des SD in Abrede zu stellen.
Höppner wurde 1947 nach Polen ausgeliefert und am 15. März 1949 vor dem Bezirksgericht in Poznań zu lebenslanger Haft verurteilt. Im Zuge der polnischen großen Amnestie nach dem Oktober 1956 kam Höppner danach Anfang 1957 frei, arbeitete als Oberregierungsrat im Wohnungsbauministerium und lebte später unbehelligt in einem Kölner Altersheim.